# Gmina Mogilany
Die Gmina Mogilany ist eine Landgemeinde im Powiat Krakowski der Woiwodschaft Kleinpolen in Polen. Ihr Sitz ist das gleichnamige Dorf mit etwa 2600 Einwohnern.

## Geschichte
Von 1975 bis 1998 gehörte die Gemeinde zur Woiwodschaft Krakau.

## Gliederung
Zur Landgemeinde (gmina wiejska) Mogilany gehören folgende Dörfer mit einem Schulzenamt:
| Brzyczyna Buków Chorowice | Kulerzów Konary Libertów Lusina | Gaj Mogilany Włosań |

## Verkehr
Durch die Gemeinde und ihren Hauptort verläuft die Staatsstraße DK 7, die auch Zakopianka genannt wird und Krakau mit Zakopane verbindet.